# Њујорк џајантси
Њујорк џајантси (енгл. New York Giants) су професионални тим америчког фудбала са седиштем у Ист Радерфорду у држави Њу Џерзи. Утакмице као домаћин клуб игра на стадиону Метлајф. Наступа су НФЦ-у у у дивизији Исток. Клуб је основан 1925. и до сада није мењао назив.
„Џајантси“ су 8 пута били шампиони НФЛ-а, последњи пут 2011. Клуб нема своју маскоту.